# 佐久間重行
佐久間重行は、江戸の初期、京都所司代・板倉重宗の食客となり、その後尾張藩士となった人物。
佐久間盛政の妻の甥・奥山重成の子・清兵衛。
その後、数代続くが江戸中期に無嗣絶家。重行の別の男子の家が、出羽国新庄藩士として幕末まで続いて現在に至っている。